# Cerimônia de abertura dos Jogos Paralímpicos de Verão de 2024
A cerimônia de abertura dos Jogos Paralímpicos de Verão de 2024 ocorreu no dia 28 de agosto de 2024, com as partes protocolares na Praça da Concórdia e o desfile das nações na Champs-Élysées. É a segunda vez desde os Jogos Paralímpicos de Verão de 1972 que a cerimônia inaugural não acontece no principal estádio dos Jogos Paralímpicos e sim numa praça pública.

## Destaques
Assim como na cerimônia de abertura dos Jogos Olímpicos de Verão de 2024, o evento se dividiu entre as partes pré-gravadas e ao vivo.

### Indo para a festa
A cerimônia se inicia com um curta-metragem protagonizado pelo nadador e medalhista paralímpico, Théo Curin, que é surpreendido por um táxi cheio de Phryges de pelúcia, que são os mascotes paralímpicos. De lá, ele pega no volante e conversa com alguns paratletas em direção à Praça da Concórdia.

### Inclusão

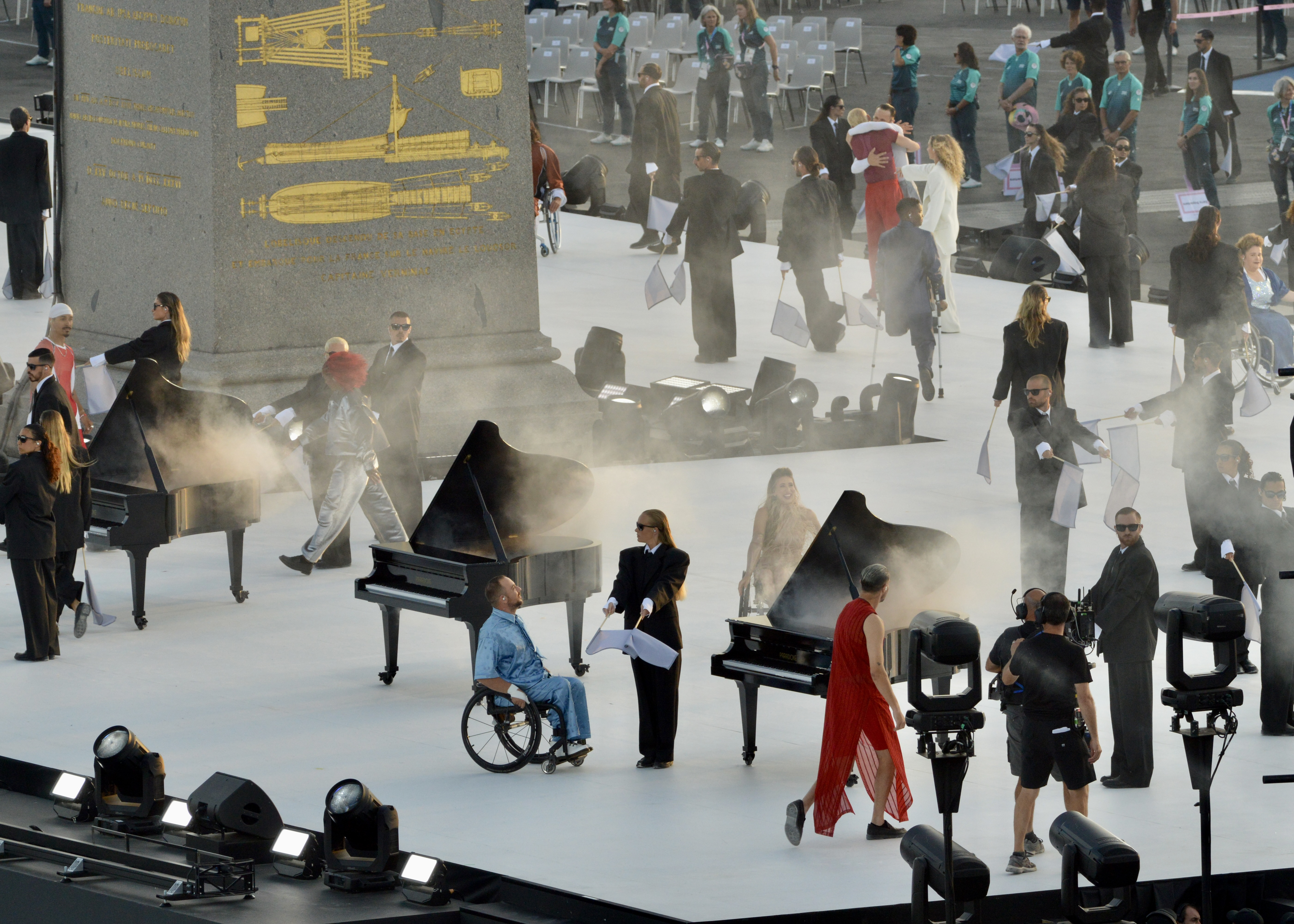
Dançarinos sem deficiência estão sendo representados pelo uso do terno preto, enquanto os dançarinos com deficiência usam cores vivas

Cento e quarenta dançarinos de terno representam a dura rotina do dia a dia, que logo são ofuscados por dezesseis dançarinos com deficiência vestidos com roupas leves e animadas, trazendo arte, animação e inclusão.

### Jogos para todos

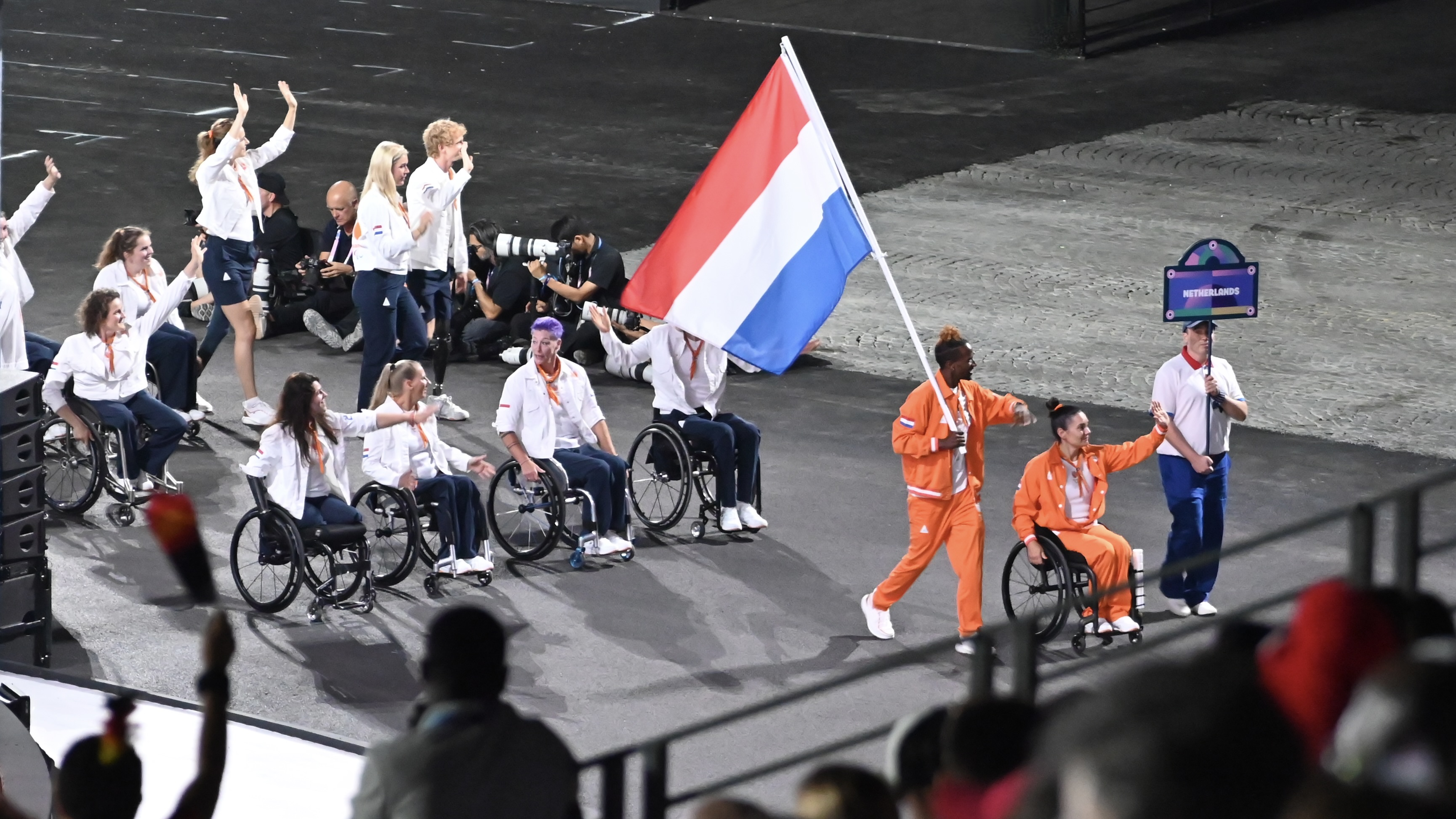
Delegação dos Países Baixos

Ao som da canção Non, je ne regrette rien, composta por Edith Piaf, aviões da esquadrilha da fumaça francesa coloriram os céus da Praça da Concórdia, formando a bandeira da França e logo depois, as 168 delegações desfilam pelo local.

### Minha habilidade
Após a entrada da delegação francesa, os dançarinos voltam para o palco da Praça da Concórdia. Com uma performance que exalta a aceitação, os atores destacam a união em sociedade. Na sequência, uma orquestra local toca e canta o hino nacional francês.

### Um novo voo

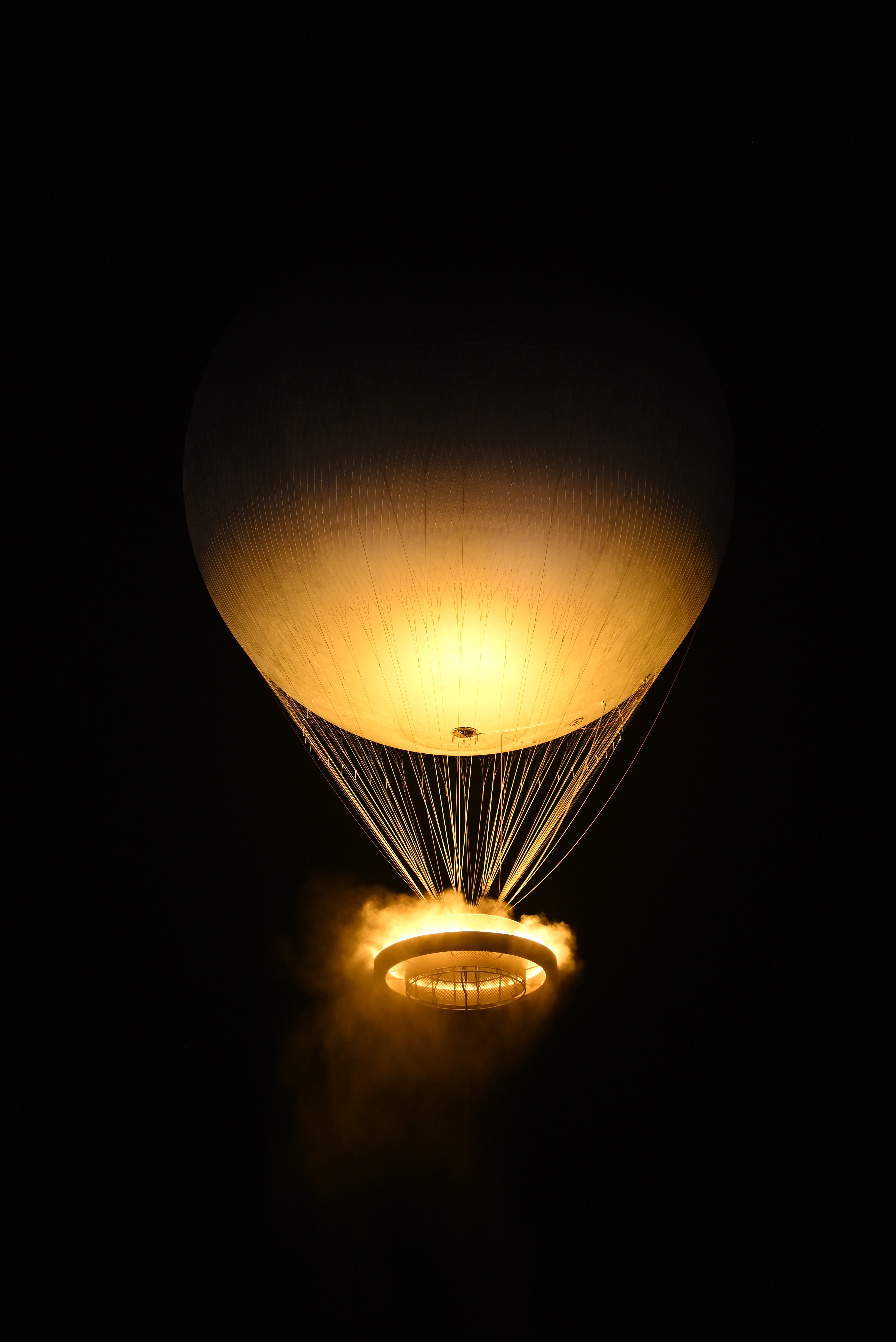
A tocha paralímpica sendo representada por um balão

Após os discursos protocolares do Comitê Organizador dos Jogos Olímpicos e Paralímpicos de Paris 2024 e do Comitê Paralímpico Internacional, é realizado o último revezamento da tocha. Acompanhado de dançarinos que carregam tochas comuns, doze atletas escolhidos participaram desse último momento, entre eles, Oksana Masters, uma das vítimas do acidente nuclear de Chernobyl e dona de dezessete medalhas paralímpicas. A chama chega à Concórdia ao som de Bolero de Ravel. Logo depois, a pira é levada por outros atletas para os Jardins das Tulherias, de onde é acesa novamente no balão, que faz o seu voo pelo céu do local até a cerimônia de encerramento.

## Parada das nações

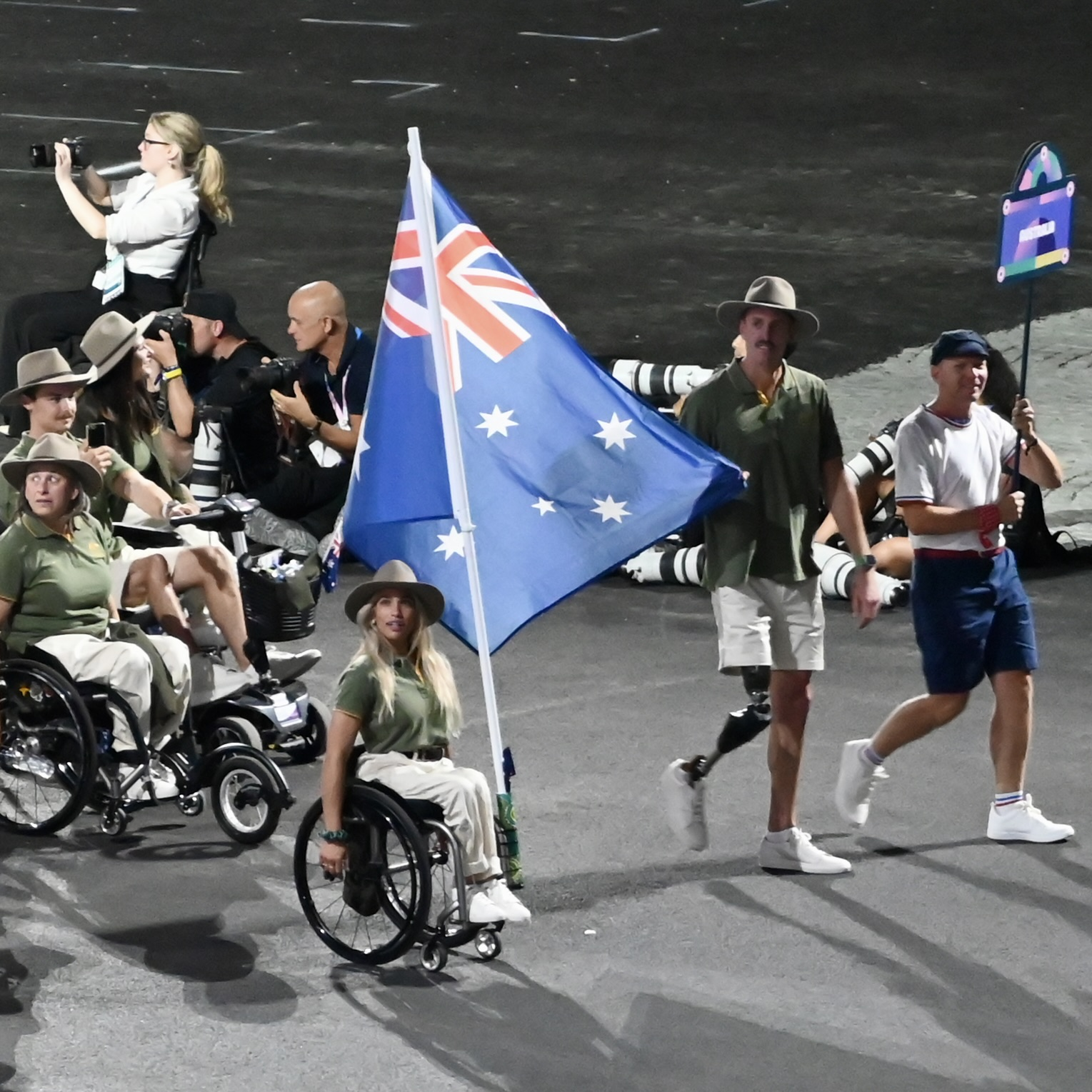
Delegação da Austrália

A delegação do Afeganistão abriu os desfiles, com todas as outras delegações entrando em sequência de acordo com a ordem do alfabeto francês. A equipe francesa foi a última a desfilar, sendo antecedida pelos Estados Unidos e Austrália.

## Autoridades presentes

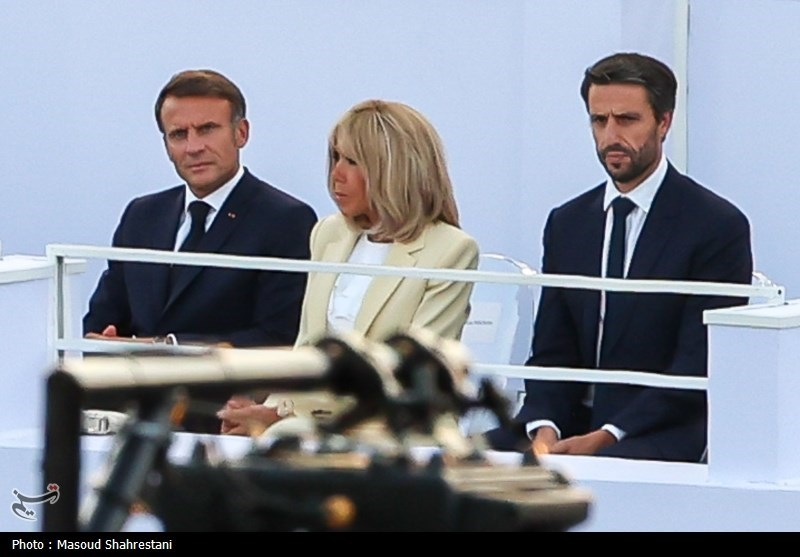
Autoridades reunidas em um dos cantos montados na plateia

- Comité Olímpico Internacional - Presidente Thomas Bach
- Comitê Paralímpico Internacional - Presidente Andrew Parsons
- França - Presidente Emmanuel Macron

## Hinos nacionais
- França - La Marseillaise
- Comitê Paralímpico Internacional - Hino Paralímpico

- Commons